# Низовое (Омская область)
Низово́е — село в Муромцевском районе Омской области России, административный центр Низовского сельского поселения .
Население — 695 человек (2010).

## География
Село расположено на востоке Муромцевского района на левом берегу реки Тара при впадении в неё реки Мордовская в 46 км к востоку от посёлка Муромцево.
Климат
Климат резко континентальный, со значительными перепадами температур зимой и летом, согласно классификации климатов Кёппена влажный континентальный с прохладным летом (Dfb). Многолетняя норма осадков — 439 мм. Наибольшее количество осадков выпадает в июле — 71 мм, наименьшее в феврале — 15 мм. Среднегодовая температура—0,1 C.
Часовой пояс
Село Низовое находится в часовой зоне МСК+3. Смещение применяемого времени относительно UTC составляет +6:00.

## История
Село Низовое основано в интервале 1782—1795 годах государственными крестьянами из разных волостей Тарского округа в составе Бергамакской волости. В 1808 году в нём имелось уже 45 жилых строений. В 1842 году отмечено вселение крестьян Городищевского уезда Пензенской губернии, в 50-е годы прибыла новая группа переселенцев из этой же губернии.
1 января 1869 года деревня вошла в состав образованной Мало-Красноярской волости.
В 1898 году была учреждена Тихвинская ярмарка с 20 по 23 июня, а в 1901 году — Лукинская ярмарка с 18 по 23 октября. В 1899 году открываются два частных маслодельных завода. В июле 1901 года организуется артельный маслозавод. В 1909 году в селе работало три завода, в 1913 году — один артельный и три частных завода. В 1909 году помимо маслодельных заводов село имело водяную мельницу, маслобойку, кузницу, хлебозапасный магазин, одну винную и три мануфактурно-бакалейных лавки.
В 1922 году избирается сельский совет. В 1923 году организуется маслодельная артель. В 1927 году начал функционировать механический маслозавод, основанный на базе дореволюционного. В 1929 году организуется колхоз «Новый путь». В 1937 году организована МТС. В 1944 году была открыта гончарная мастерская по производству посуды. В 1950 году к местному колхозу присоединяют колхоз им. Сталина (деревня Надеждинка), в 1961 году на базе местного колхоза и ряда соседних хозяйств организуется совхоз «Низовский».

## Население
| 1795 | 1857 | 1897 | 1926 | 2010 |
| ---- | ---- | ---- | ---- | ---- |
| 170  | ↗520 | ↗835 | ↗954 | ↘695 |